# 宜蘭縣政府文化局圖書館
宜蘭縣政府文化局圖書館為宜蘭縣政府成立的縣立公共圖書館，現隸屬於宜蘭縣政府文化局。

## 歷史
- 原名「宜蘭縣立圖書館」，後址設於宜蘭市中山公園。
- 1987年及1996年完成階段性任務後閉館。
- 1952、1959、 1974年搬遷、擴建、改建。
- 1982年遷至現址。1984年1月宜蘭縣立文化中心整體工程完竣，同年5月20日文化中心落成啟用。
- 2000年1月29日宜蘭縣立文化中心改制為宜蘭縣政府文化局。

## 館舍
| 總館   |                        |                                |                    |
| 宜蘭市 | 宜蘭縣政府文化局圖書館 | 復興路二段101號                |                    |
| 分館   |                        |                                |                    |
| 宜蘭市 | 宜蘭市立圖書館         | 民權路一段53號                 |                    |
| 羅東鎮 | 羅東鎮立圖書館         | 純精路一段88號                 |                    |
| 蘇澳鎮 | 蘇澳鎮立圖書館         | 聖湖里育才路6號                |                    |
| 頭城鎮 | 頭城鎮立圖書館         | 開蘭路1-1號                    |                    |
| 礁溪鄉 | 礁溪鄉立圖書館         | 大忠村礁溪路四段23之10號       |                    |
| 壯圍鄉 | 壯圍鄉立圖書館         | 中央路二段358號                |                    |
| 員山鄉 | 員山鄉立圖書館         | 員山村復興路20號               |                    |
| 冬山鄉 | 冬山鄉立圖書館         | (冬山館)南興村冬山路98-1號     |                    |
| 冬山鄉 | 冬山鄉立圖書館         | (順安館)順安村永興路二段17-1號 |                    |
| 五結鄉 | 五結鄉立圖書館         | 五結中路一段500號              |                    |
| 三星鄉 | 三星鄉立圖書館         | 星義路199號                    |                    |
| 大同鄉 | 大同鄉立圖書館         | 崙埤村朝陽41號                 |                    |
| 南澳鄉 | 南澳鄉立圖書館         | 蘇花路2段381號3樓              |                    |
| 紀念館 |                        |                                |                    |
| 宜蘭市 | 李科永紀念圖書館       | 宜蘭縣宜蘭市陽明路             | (興建中)           |
| 羅東鎮 | 李科永紀念圖書館       | 純精路一段88號                 | 羅東鎮立圖書館附設 |

## 外部連結
- 宜蘭縣立圖書館 （页面存档备份，存于）
- 宜蘭縣政府文化局圖書館的Facebook專頁